# Richtheim (Berg bei Neumarkt in der Oberpfalz)
Richtheim ist ein Gemeindeteil der Gemeinde Berg bei Neumarkt in der Oberpfalz im Landkreis Neumarkt in der Oberpfalz in Bayern.

## Geographie
Das Dorf liegt im Oberpfälzer Jura auf circa 408 m ü. NHN südöstlich des Gemeindesitzes und beiderseits der Schwarzach.

## Geschichte
Der Ort wurde erstmals 1311 als „Riuotheim“ erwähnt. Der Ortsname bedeutet Siedlung bei einer Rodung.
1546 verkauften die Landschaftsverordneten des Fürsten Ottheinrich zum Schuldenabbau u. a. den Zehent zu Richtheim an den Rat von Neumarkt. Als im Dreißigjährigen Krieg 1639 die herzogliche Regierung von Amberg von den ihr unterstellten Ämtern Berichte über die Belegungsfähigkeit in den einzelnen Orten für das Winterquartier von Truppen anforderte, führte das Schultheißenamt Neumarkt nur fünf Höfe von Richtheim auf; alle anderen Höfe lagen kriegsbedingt wohl öd.
Gegen Ende des Alten Reiches, um 1800, bestand Richtheim aus 22 Höfen, für die vier verschiedene Ämter zuständig waren. Überwiegend gehörten sie zur Unteren Hofmark Berngau, nämlich ein Dreiviertelhof (= die Richtheimer Mühle), drei Halbhöfe, drei Viertelhöfe, zwei Dreisechzehntelhöfe, fünf Achtelhöfe und zwei Einsechzehntelhöfe. Das Pflegamt Haimburg besaß einen Halbhof, das Klosterrichteramt Gnadenberg einen Halbhof und zwei Viertelhöfe, die Reichsstadt Nürnberg den Achtelhof von Truchseß und den Einsechzehntel-Hof des von Tucherschen Mannlehens. Die Gemeinde hatte ein Hirtenhaus. Die Hochgerichtsbarkeit übte das kurfürstliche Schultheißenamt Neumarkt aus.
Im Königreich Bayern (1806) wurde Richtheim dem Steuerdistrikt Loderbach, um 1810/20 der Ruralgemeinde Loderbach zugeteilt, die außer Loderbach und Richtheim den Beckenhof und Riebling umfasste, später auch Kadenzhofen und zeitweise Bruckmühle. Diese Gemeinde wurde im Zuge der Gebietsreform in Bayern zum 1. Mai 1978 nach Berg eingemeindet.
1836 heißt es im Repertorium zum topographischen Atlasblatt Neumarkt: „Richtheim, D[orf] bey Loderbach, 20 H[äuser], 1 Wirthshaus, 1 Mühle (1 Mahl-, 1 Schneidgang) an der Schwarzach“. Im 19. und weit bis ins 20. Jahrhundert hinein bewegte sich die Einwohnerzahl des Dorfes bei circa 30 Höfen um 100 bis 150. Sie stieg nach dem Zweiten Weltkrieg bei reger Wohnbautätigkeit auf das Doppelte an.
Am 20. Mai 1860 wurde die Richtheimer Bäuerin Margaretha Herzog Opfer eines Raubmordes, verübt von ihrem Dienstknecht.

### Einwohnerentwicklung
- 1836: 135 (20 Häuser)[10]
- 1861: 125 (44 Gebäude, 1 Kirche)[11]
- 1900: 109 (21 Wohngebäude)[12]
- 1937: 155[13]
- 1950: 210 (31 Wohngebäude)[14]
- 1961: 252 (46 Wohngebäude)[15]
- 1987: 315 (85 Wohngebäude, 98 Wohnungen)[16]
- 2015: 368[17]

### Richtheimer Mühle
Das Mühlenanwesen von der Größe eines Dreiviertelhofes war das größte Anwesen in Richtheim; es gehörte bis zur Säkularisation dem Spital zu Neumarkt und wurde vom Amt der Unteren Hofmark Berngau verwaltet. Um 1800 saß auf ihr der Müller Thumann, der eine Monatsandacht vom guten Tod stiftete; eine Bruderschaft „vom Guten Tod“ existierte in der katholischen Pfarrei Berg seit 1746. Die von der Schwarzach angetriebene Mühle, eine Mahlmühle mit einer Säge, war von 1843 bis 1914 im Besitz der Müllerfamilie Schechinger. Drei Jahre nach dem Erwerb der Mühle erbaute der Müllermeister Michael Schechinger eine neue Kapelle an der Mühle. 1914 bis 1991 saß die Familie Gmelch auf dem Mühlenanwesen: 1925 wurde der Mahlbetrieb eingestellt, nachdem schon zuvor der Sägebetrieb aufgegeben worden war. 1929 wurde das Mühlengebäude abgerissen.

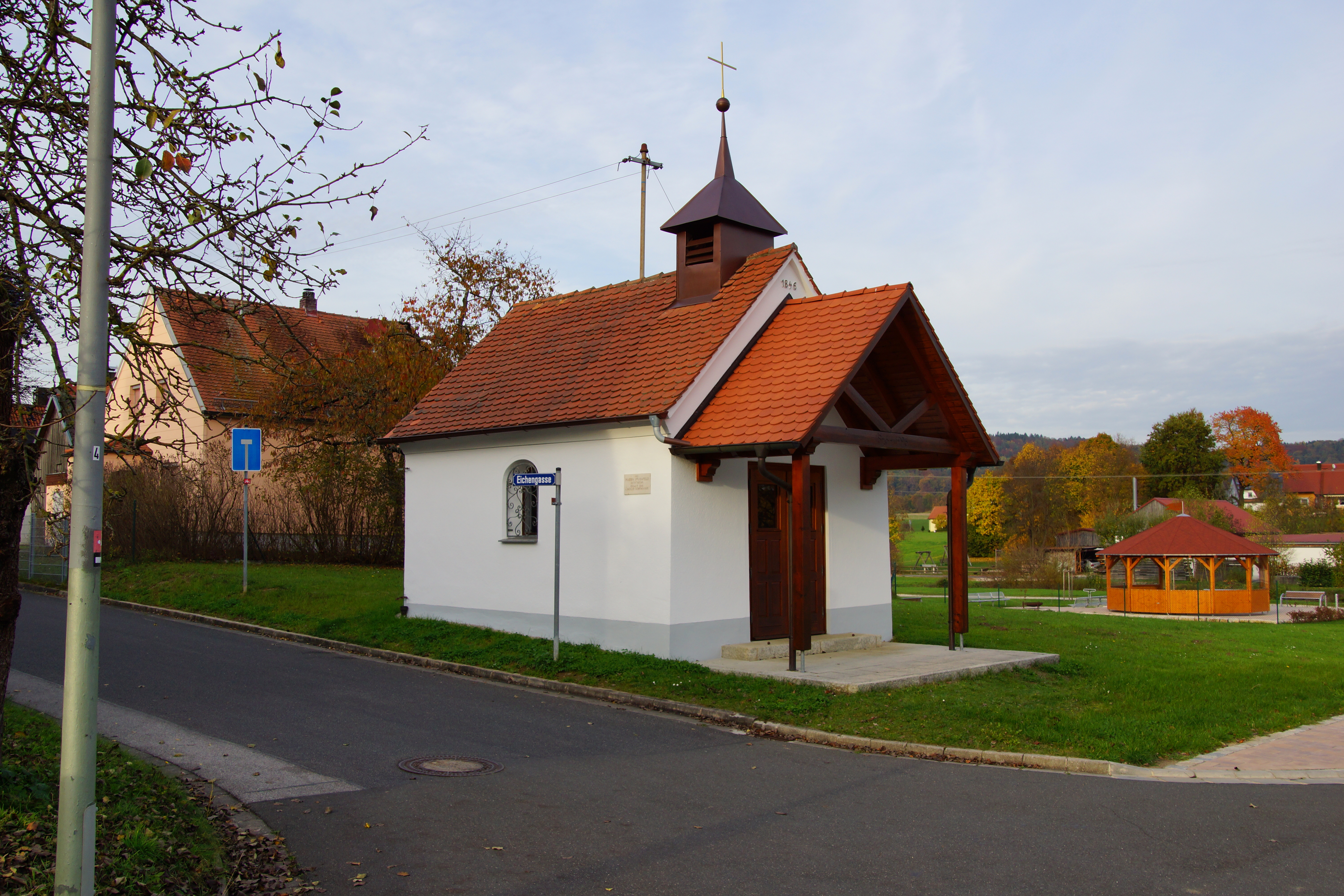
Marienkapelle von 1846

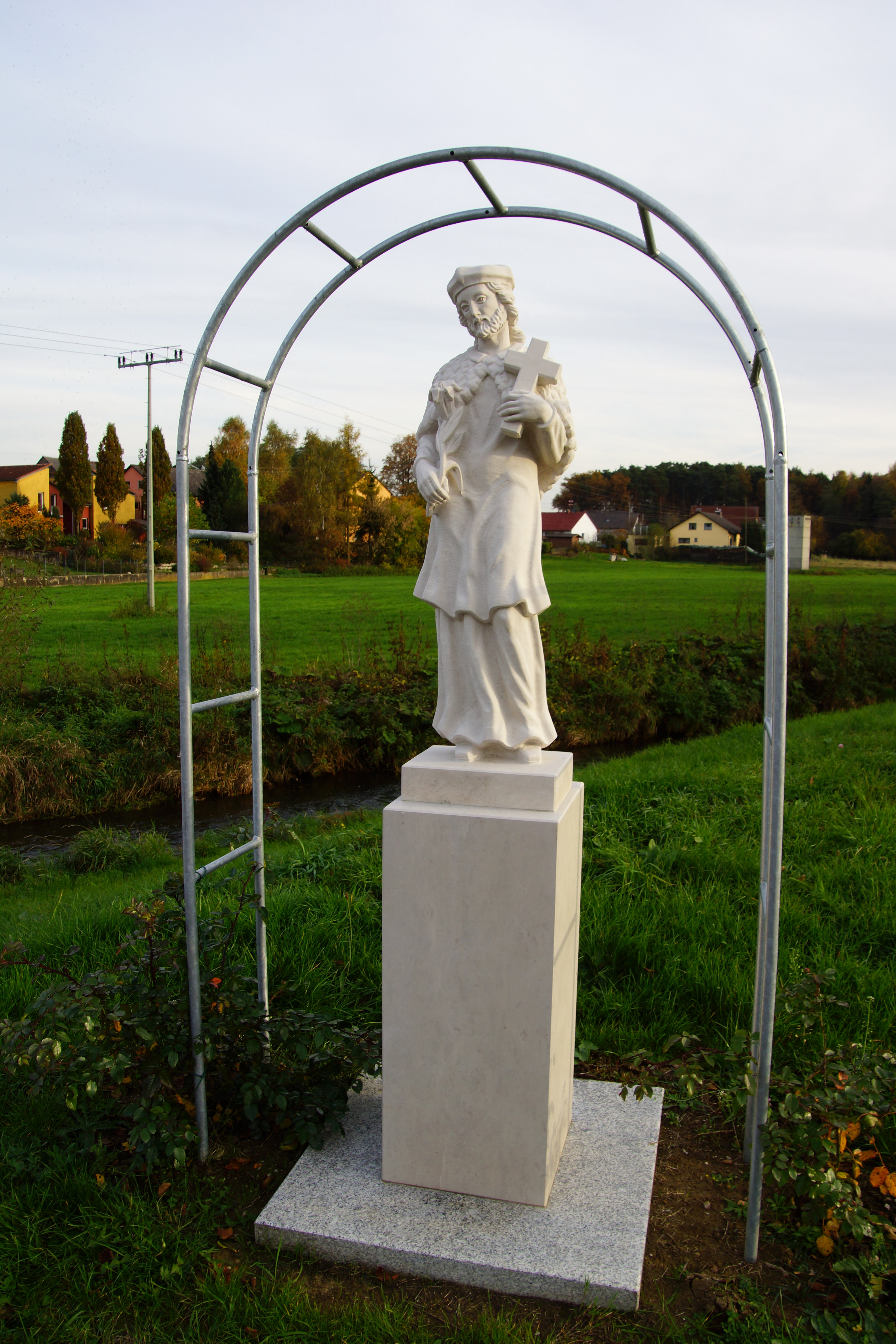
Johannes-von-Nepomuk-Figur

## Baudenkmäler
- Marienkapelle, 1846 erbaut vom Müller Schechinger auf seinem Grund, 1847 geweiht und ohne Meßlizenz; 1935 restauriert. Eine weitere Kapelle im Ort, die 1737 durch Sebastian Lang erbaut worden und auch der hl. Maria geweiht war, ist noch 1937 erwähnt.[20]
- Johannes-von-Nepomuk-Figur bei der Brücke über die Schwarzach

## Vereine
- Wanderverein Richtheim
- Kleintierzuchtverein Richtheim-Berg

## Verkehrsanbindung
Richtheim ist über die Ausfahrt 92 a „Neumarkt/Opf.“ der Bundesautobahn 3 sowie über die Staatsstraße 2240 zu erreichen. Gemeindeverbindungsstraßen führen nach Beckenhof und Kadenzhofen.